# Mazagran (bevanda)
Il Mazagran è una bevanda fredda con caffè nata in Algeria e diffusa in alcuni paesi europei. In Portogallo contiene caffè, limone, menta e rum e può essere addolcito con dello sciroppo di zucchero. In Austria, dove ha come unico ingrediente aggiuntivo il rum, viene bevuto "alla goccia".

## Storia
Prima bevanda con caffè e ghiaccio di cui si ha memoria, il Mazagran prende il nome dall'omonima fortezza di Mostaganem, nell'Algeria nordoccidentale.
Si pensa che i primi europei a scoprire il Mazagran furono i francesi. Secondo una teoria, a partire dal 1837, anno della stipulazione del trattato che rese l'Algeria un paese di controllo francese (trattato di Tafna), gli occupanti ebbero modo di provare la bevanda, che all'epoca veniva preparata usando sciroppo di caffè e acqua fredda. Stando a un'altra teoria, furono invece le truppe della Légion étrangère a ideare il Mazagran. Durante la battaglia di Mazagran del 1840, per far fronte al caldo, i soldati francesi consumavano una bevanda fredda a base di caffè. Dal momento che non disponevano del latte e del brandy, la diluivano con l'acqua. Tornati a Parigi, i soldati fecero conoscere la bevanda nei bar locali, i quali la servivano in bicchieri alti.